# Can Boba
Can Boba és un edifici del municipi de Sant Cugat del Vallès (Vallès Occidental) que forma part de l'Inventari del Patrimoni Arquitectònic de Catalunya. La vall on està situada aquesta casa formà part d'uns dels termes més importants de Sant Cugat medieval. Els teus antecedents és possible que siguin antics encara que sigui de construcció moderna.

## Descripció
És una casa pairal d'estructura de planta rectangular formada per planta baixa, pis i golfes. Manté simetria en la composició i en la disposició de les obertures. Al mig de la teulada s'aixeca una torre-mirador d'estructura quadrada. Cal destacar la capella adossada en una de les façanes laterals, és de planta rectangular i la seva façana està acabada per un front.